# 高見沢隆
高見沢 隆（たかみざわ たかし、1957年10月26日 - ）は、日本の詩人、「歴程」同人。
日本文藝家協会、日本現代詩人会会員。

## 人物
長野県軽井沢町に生まれる。桜美林大学文学部英語英米文学科卒業。1980年軽井沢町役場に入庁。
詩誌「オルフェ」（花粉の会）を経て、1996年詩誌「Thyrse」（ティルスの会）の創刊に参加。2001年「歴程」同人になる。
1992年詩集『四季迷宮』で長野県詩人賞、『予感』で第16回山室静記念佐久文化賞、『ネオ・リリシズム宣言』で第13回日本詩歌句協会随筆評論大賞奨励賞受賞。

## 詩集
- 詩集『四季迷宮』（欅、1992年）[6]
- 詩集『予感』（ほおずき書籍、1998年）
- 詩集『Night Down』（思潮社、1999年）
- 詞華集『花冠』（銅林社（共著）、2002年）[7]
- 詩集『宙の鬱人』（思潮社、2003年）
- 詩集『ネオ・リリシズム宣言』（思潮社、2016年）
- 『あの日から、明日へ』 東日本大震災と詩歌 （日本現代詩歌文学館（共著）、2021年）

## エッセイ
- 『信州軽井沢  三笠焼』（ほおずき書籍（共著）、2004年）
- 『骨董の詩学』（ほおずき書籍（共著）、2010年）
- 『明治期、日本の避暑地』（龍鳳書房、2024年）

## 編集
- 『堀辰雄の文学と軽井沢』軽井沢町立図書館通信特集号1983年